# 元老院 (チェコ)
チェコ共和国議会元老院（チェコきょうわこくぎかいげんろういん、チェコ語: Senát Parlamentu České republiky）は、チェコ共和国の議会の上院。プラハのヴァルドシュテインスキー宮殿に置かれている。

## 組織
元老院の定数は81で、任期は6年である。2年ごとに3分の1が改選され、各選挙区から1人が選出される。選挙では二回投票制が適用されており、1回目の投票で過半数の得票を得た候補がいなかった場合には上位2人による決選投票が実施される。代議院とは異なり、元老院議員の立候補者は政党の公認を受ける必要がない。
元老院には議長1名と複数名の副議長がいる。また各議員は委員会に所属する。
元老院には事務局が設置されており、専門的な業務を行なっている。元老院はプラハ中心部のマラー・ストラナ地区にある複数の歴史的建造物に入居している。2005年の元老院の予算規模は5億6120万コルナだった。

## 権能
元老院は代議院が可決した法案の成立を遅らせることができるが、この元老院による拒否権の行使は代議院での再投票において、議員の絶対過半数（定数200に対する101人以上）で覆される。
また元老院は大統領や憲法裁判所判事を選出するときには代議院と合同で会議を開いたり、新しい法案を提案したりすることができる。ところが元老院は国家予算の採決を行なうことができず、また代議院とは異なり、政府を直接的に監督することができない。
元老院の議長の外交儀礼の順位は、チェコ共和国では大統領に次いで第2位となっている。

## 沿革

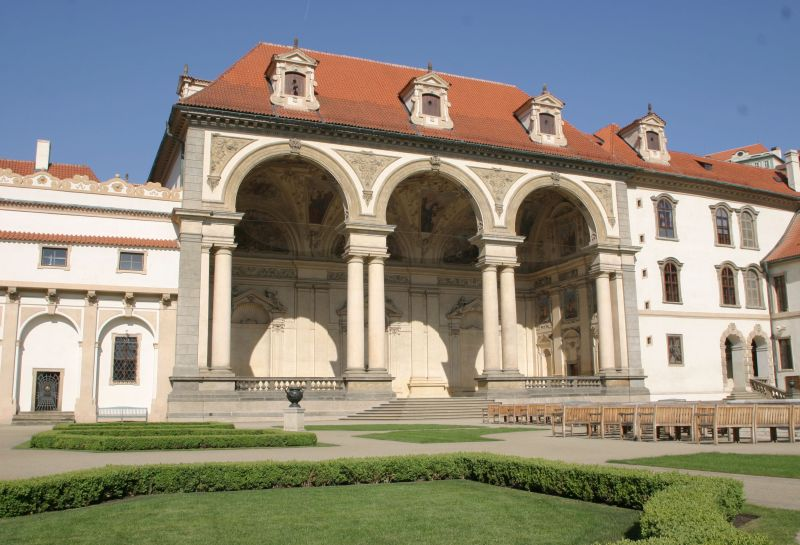
元老院が入るヴァルドシュテインスキー宮殿

元老院は1992年12月16日のチェコ国民議会憲法法 č. 1/1993 Sb. によって設置された。元老院設置の直接の理由は、チェコスロバキア解体後の連邦議会の継承だった。またこれとは別の理由に、元老院を安全装置 (pojistka) として代議院が承認した法律の修正や、単一政党による支配に対する権力均衡のための手段という点が挙げられる。
連邦時代のチェコの議会であるチェコ国民議会や連邦解体後に新設される代議院では議員がいたものの、連邦議会の議員がいなかった市民民主同盟や権力の希薄化を恐れた政治家が反発したことで、元老院はチェコ共和国の分離後ただちに設置されなかった。初の選挙が行われたのは1996年のことであったが、このときの投票率は 35% にとどまり、代議員選挙の投票率を大きく下回った。その後も2年おきに元老院選挙が行われてきたが、2006年まで投票率は低迷し、もっとも低いものでおよそ 10%、多くの選挙区で 20% を下回った。